# Chassagne
Chassagne település Franciaországban, Puy-de-Dôme megyében. Lakosainak száma 81 fő (2022. január 1.). Chassagne Courgoul, Dauzat-sur-Vodable, Roche-Charles-la-Mayrand, Saint-Floret, Tourzel-Ronzières, Valbeleix és Vodable községekkel határos.

## Népesség
A település népességének változása:
| Lakosok száma | 77   | 71   | 73   | 76   | 79   | 80   | 80   | 81   |
|               | 2013 | 2015 | 2017 | 2018 | 2019 | 2020 | 2021 | 2022 |